# Râul Lucșoara
Râul Lucșoara este un curs de apă, afluent al râului Valea Mare. 

## Hărți
- Județul Sălaj - Harta interactiva  Arhivat în 19 august 2013, la Wayback Machine.